# ロブレ

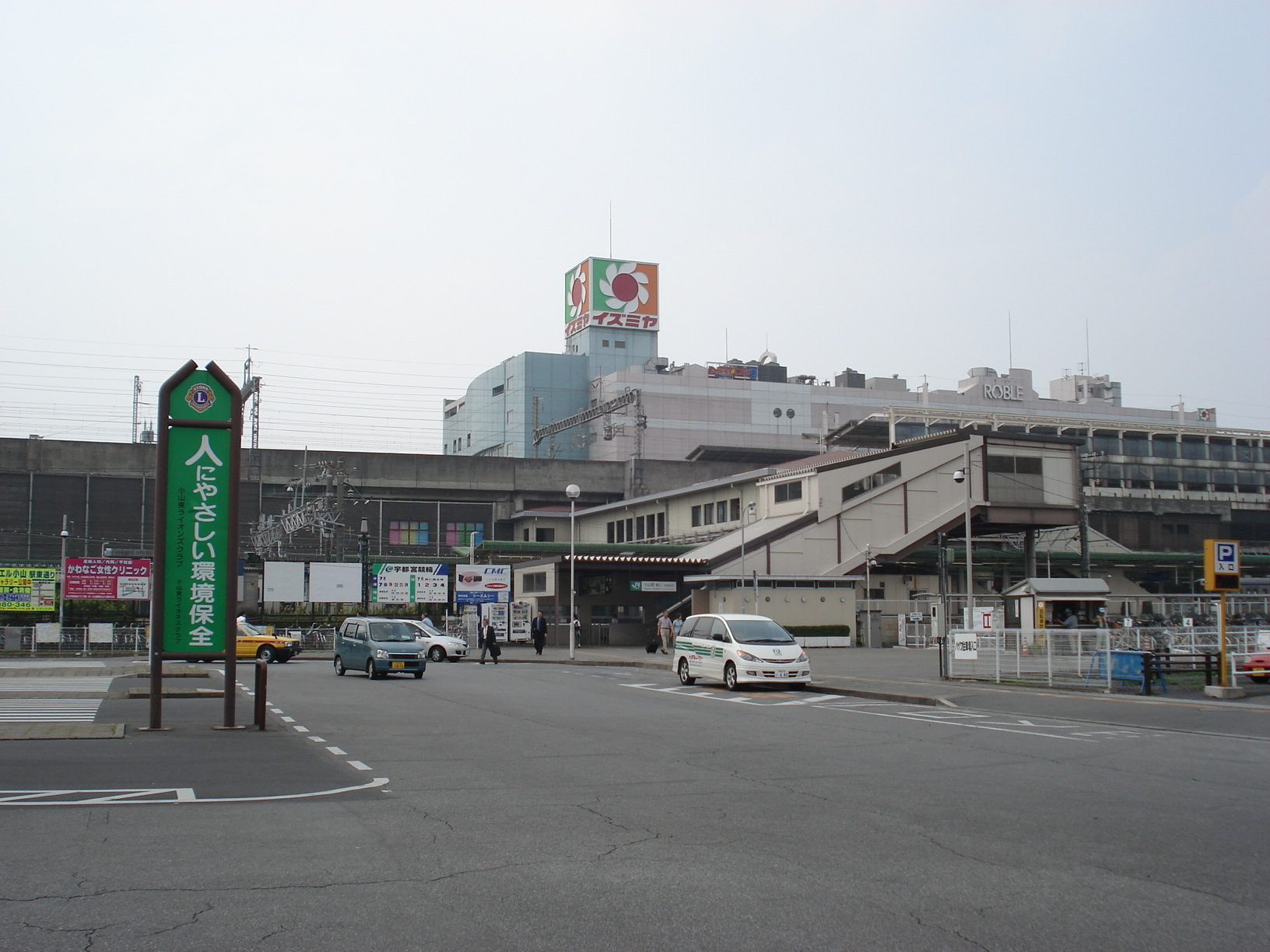
小山駅東口側から撮影されたロブレ（2006年10月撮影）

ロブレ（英: ROBLE）は、栃木県小山市中央町3丁目に存在する複合商業施設。JR小山駅西口の都市開発に伴ってイズミヤが主体となり、1994年6月9日に開業した。
開業から2015年8月31日までロブレの核店舗として営業していた「イズミヤ小山店」についても書き記す。

## 背景
小山市が行った「小山駅西口地区第一種市街地再開発事業」に伴い、スーパーマーケットのイズミヤが主体となって開発を行い、1994年6月に「イズミヤ小山店」を核店舗とする商業施設である本施設が開業した。本施設の土地と建物は2015年11月までイズミヤが所有しており、さらにイズミヤが関東地方に出店するのは「イズミヤ小山店」で4店舗目となり、当時のイズミヤでは最大売場面積を誇っていた。本施設には小売・サービス店や映画館などのテナントが入っており、本施設の一部から小山駅へ直結している連絡通路がある。施設名である「ロブレ」はスペイン語で「カシ」を表し、小山市の木に指定されているシラカシから採ったものである。
2009年12月には現在の核店舗となっている「ドン・キホーテ小山駅前店」が開店した。

## イズミヤの撤退とその後
2015年1月にイズミヤの親会社であるエイチ・ツー・オー リテイリングから営業不振で利益が見込めないことから同年8月末に「イズミヤ小山店」が閉店することが公表された。店舗等閉鎖損失として、イズミヤ小山店の閉鎖にかかる費用見込額は約60億円として計上している。閉店に伴い、イズミヤが所有していた土地や建物などは小山市に無償譲渡された。さらにイズミヤの撤退に伴い「ドン・キホーテ小山駅前店」を含むほとんどのテナントが8月末に閉店し、本施設のテナント出店率が4.3％となった。その後、小山市は積極的にテナントの誘致を行い、2017年3月には「ドン・キホーテ小山駅前店」が再出店、同年9月には「TSUTAYA小山ロブレ店」が出店した。
2019年にはテナント誘致の効果があり、出店率が91.4％まで回復した。しかし、2020年3月に一部のテナントの撤退や新型コロナウイルス感染症の影響があり、同年9月には84.1％に減少し、年度末には77％まで減少している。2015年から小山市が経営を引き継いでいるが、年間で黒字であったのは2019年の280万円だけであり、それ以外の年では赤字となっている。2020年の決算時では債務超過額が2019年度とほぼ横ばいの約11億5,600万円で累積赤字額は24億7,000万円となっている。
2024年には、施設に関する多くの権利を有する小山市が、老朽化に伴う高額な修繕・維持費を負担するのは現実的ではないと判断し、ロブレとロブレ632を2028年度までを目安に閉鎖し、解体の後に新たな施設整備（再々開発）を行うと発表した。

## 交通アクセス
自動車
- 東北自動車道 佐野藤岡ICより県道265号線 駅前上町交差点 南進100メートル。駐車場「ロブレ632」、「ロブレ第2駐車場」完備。

電車
- JR東日本（東北新幹線・宇都宮線・両毛線・水戸線）小山駅の西口から徒歩約1分。駅ビルVAL小山の3階と直結。　

## 周辺施設
- 小山駅（VAL小山）
- 小山市役所
- 白鷗大学
- ジョイホン小山駅前店